# Подбрезова
Подбрезова (ˈpodbrezoʋaː) — большая деревня и муниципалитет в районе Брезно, в области Банска Быстрица в центральной Словакии, примерно в 10 км к западу от центра уезда города Брезно.

## История
Деревня на самом деле состоит из шести бывших независимых поселений, которые были сгруппированы в 19 веке вокруг новая мельница — , которая работала на берегу речки Грон .

## Экономика
- Металлургический комбинат с 1840 года.

## Население
| Год:                | 1994 | 2004    | 2014    | 2024     |
| ------------------- | ---- | ------- | ------- | -------- |
| Количество человек: | 4178 | 4171    | 3965    | 3470     |
| Разница:            |      | −0,16 % | −4,93 % | −12,48 % |

## Спорт

### Футбол
Подбрезова имеет футбольный клуб Железиарне Подбрезова, который в настоящее время играет в Первой Лиге. В 2013—2014 сезоне, Подбрезова занял первое место в этой лиге и, следовательно, перешел в высшую словацкую Лигу, словацкий супер Лига 2014—2015 года. Это первый раз в истории клуба, что они будут играть в этой лиге. Домашние игры играют в ZELPO Арена, расположенном в Подбрезова.